# Atlético Monagas Fútbol Club
El Atlético Monagas Fútbol Club Fue un equipo de fútbol de Venezuela, con base en el Estadio Alexander Bottini en la ciudad de Maturín , Estado Monagas.

## Historia
El Atlético Monagas Fútbol Club debutó en la Primera División de Venezuela el 20 de agosto de 2000 frente al Deportivo Italchacao con una victoria de local con marcador de 1-0. Al culminar el torneo en la sexta posición quedó relegado al grupo de ascenso junto a Portuguesa Fútbol Club, Zulianos FC, Deportivo Galicia, Llaneros de Guanare y Unión Lara FC.

## Datos del Club
- Temporadas en 1ª: 1 (2000)
- Temporadas en 2ª: 1 (2001)
- Mayor goleada conseguida:
  - En Primera División: Atlético Monagas 3-1 Unión Deportiva Lara (2000/01)
- Mayor goleada recibida:
  - En Primera División: Atlético Monagas 0-2 Mineros de Guayana; Deportivo Italchacao 2-0 Atlético Monagas (2000/01)
- Mejor puesto en la liga: 6° (2000/01)

## Temporadas en Primera División
| Temporada | Pos° | JJ | JG | JE | JP | GF | GC | +/- | Ptos | Fase           |
| --------- | ---- | -- | -- | -- | -- | -- | -- | --- | ---- | -------------- |
| 2000      | 6°   | 14 | 5  | 5  | 4  | 19 | 17 | +2  | 20   | Grupo Oriental |